# Хомолхо
Хомолхо — река в России, протекает по территории Бодайбинского района Иркутской области, левый приток реки Жуи. Длина реки — 189 км, площадь водосборного бассейна — 4990 км².
Имеет характер горной реки, исток на Ныгринском хребте. В верхнем течении имеет северное направление, в низовьях течёт на юго-восток. Впадает в реку Жуя у посёлка Перевоз.
Ширина в верховьях незначительная (до впадения реки Имнях), в низовьях от 60 до 80 метров, течение быстрое, глубина незначительна.
На Вознесенском прииске (единственном во всей Олёкмо-Витимской тайге) производились метеорологические наблюдения в течение 11 лет, показавшие среднегодовую температуру −5,4 °C; зимы −18,8 °C, весны −5,8 °C лета +9 °C и осени −5,9 °C. Ясных дней 166, облачных 65, пасмурных 98, с осадками 36, среднее число гроз в году 7.
П. А. Кропоткин нашёл здесь следы ледникового периода в виде эрратических камней, валунов, изборожденных и отшлифованных льдом, на высоте до 800 м.
Известна своими некогда богатыми золотыми россыпями. Прииски на берегах реки были открыты между 1845—1849 годами и разработаны иркутским золотопромышленником К. П. Трапезниковым, по легенде он узнал о золотых месторождениях по берегам реки от тунгуса, которого встретил на ярмарке с золотым самородком в руках. В 1860—1870 года здесь намывались сотни пудов золота.

## Топографические карты
- Лист карты O-50-IX. Масштаб: 1 : 200 000. Указать дату выпуска/состояния местности.
- Лист карты O-50-VIII. Масштаб: 1 : 200 000. Указать дату выпуска/состояния местности.